# Lucas Cranach cel Bătrân
Lucas Cranach cel Bătrân (n. 4 octombrie 1472, Kronach, Bayerischer Reichskreis⁠(d), Sfântul Imperiu Roman – d. 16 octombrie 1553, Weimar, Turingia, Sfântul Imperiu Roman) a fost unul dintre cei mai de seamă pictori germani din perioada Renașterii. Spre deosebire de contemporanul său Albrecht Dürer, Cranach nu și-a însușit toate inovațiile pe care le-a adus în pictura  Renașterii italiene; și totuși edificiul creațiilor sale reprezintă unul dintre cele mai importante evenimente nu numai în arta germană a secolului al XVI-lea. A reușit să profite de toate posibilitățile pe care i le-a oferit pictura. Este un adevărat maestru în folosirea culorilor, dar și un desenator inegalabil și un grafician desăvârșit.

## Viața și opera
Nu s-au păstrat nici un fel de informații referitoare la prima perioadă din viața artistului. Nu se cunoaște nici adevăratul său nume de familie. "Cranach" este pseudonimul artistic derivat de la numele localității Kronach din Franconia, unde s-a născut în anul 1472. Tatăl lui era tot pictor și semna cu numele Hans Maler, care înseamnă de fapt Hans "Pictorul". Se presupune că tânărul Lucas s-a inițiat în tainele meseriei chiar în atelierul tatălui său.
În acea perioadă principalul centru artistic al regiunii este Nürnberg, orașul natal al lui Dürer; fiecare artist urmărește evenimentele vieții culturale înfloritoare din acel oraș. Se susține ipoteza conform căreia tânărul Cranach ar fi lucrat o perioadă în atelierul lui Dürer, observându-se multe similitudini între primele lui lucrări și arta marelui maestru. În jurul anului 1500 Cranach sosește la Viena, unde aptitudinile lui artistice și tehnica desăvârșită îl scot din anonimat. Pictorul are acces în cercurile erudiților umaniști și intră în contact cu noile tendințe artistice concentrate asupra Renașterii italiene. Tabloul Plângerea sub cruce (1503), care se găsește acum în Pinacoteca din München, este una din cele mai vechi opere ale lui Cranach care s-au păstrat până în ziua de azi și cea mai remarcabilă operă caracteristică pentru începuturile vieneze ale pictorului. Se poate recunoaște stilul gotic german tardiv și influența lui Dürer. Foarte evident în acest tablou este dialogul între tematica compoziției (Martiriul Domnului) și răspunsul naturii, cu tunetul înăbușit al furtunii. 

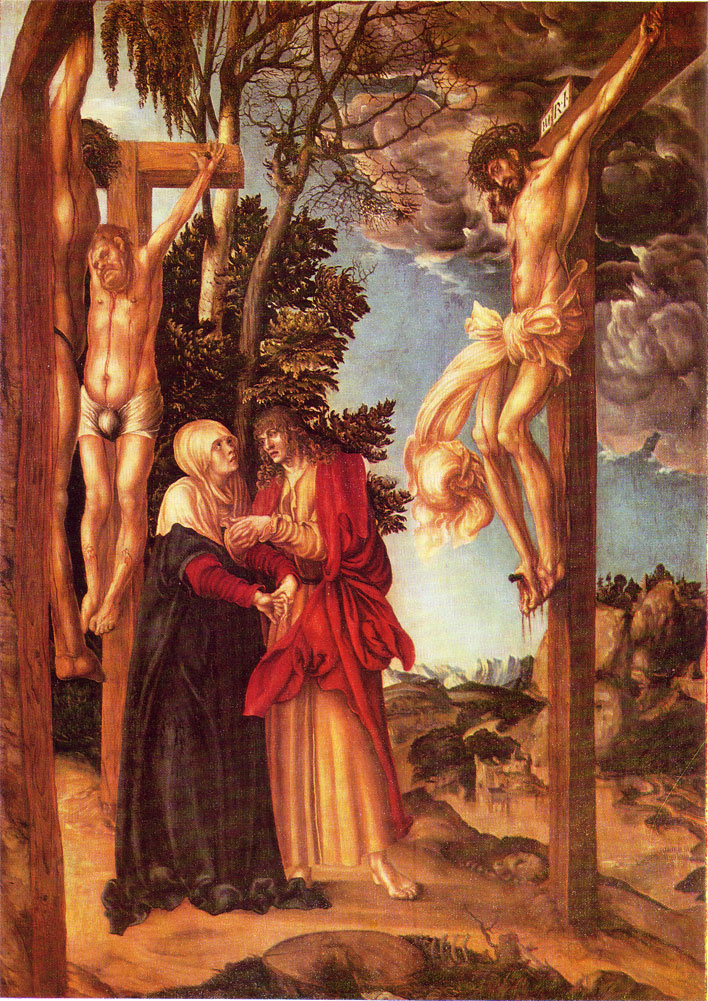
Plângerea sub cruce, 1503

La invitația prințului-elector saxon Friedrich al III-lea, un mare mecena al artelor, Cranach pleacă în primăvara anului 1505 la Wittenberg, unde devine pictorul curții princiare, îndeplinind această funcție până la sfârșitul vieții sale. Vreme de peste cincizeci de ani va picta tablouri sau va proiecta cartoane pentru gobelinuri, veșminte de curte, blazoane. Va schița, de asemenea, scene de vânătoare, va proiecta ceea ce numim astăzi design-ul interior al saloanelor în diferite reședințe princiare. În anul 1508, Cranach face o călătorie în Olanda unde descoperă bogăția picturii flamande. Activitatea sa creatoare nu se limitează numai la lucrările pe care le execută pentru principii-electori saxoni, primește și comenzi din partea familiilor înstărite din Wittenberg sau chia din principate îndepărtate. Atistul este nevoit să-și deschidă un atelier și să primească ucenici. Datorită acestora va reuși să facă față solicitărilor tot mai numeroase, dobândind renumele de pictor rapid - "pictor celerrimus".
În anul 1512 se căsătorește cu Barbara Brengbier, fiica primarului din Gotha. Din această căsătorie vor rezulta doi fii, Hans (1513) și Lucas (1515). Amândoi vor deveni pictori, cel mai tânăr cunoscut în istoria artelor cu numele de "Lucas Cranach cel Tânăr". Situația financiară a familiei este înfloritoare. În anul 1513 deschide și o tavernă, mai apoi o farmacie, iar în 1524 va cumpăra o tiparniță. Participă la întrunirile consiliului orășenesc, pentru ca în anul 1544 să devină primar ("Bürgermeister") al orașului Wittenberg.
Cranach a întreținut o strânsă prietenie cu Martin Luther, fiind adept al Reformei, căreia îi va dedica multă energie și talent. Va picta câteva portrete ale lui Luther, care vor fi răspândite prin toată Germania. Artistul ilustrează totodată câteva ediții ale Noului Testament în traducerea germană a lui Luther, dar și numeroase pamflete protestante.
Lucas Cranach s-a remarcat ca un desăvârșit portretist. Personajele portretizate în unele tablouri poartă semnele incontestabile ale stilului maestrului, proiectate pe un fundal cu caracter pur decorativ, realizat de ucenicii săi.

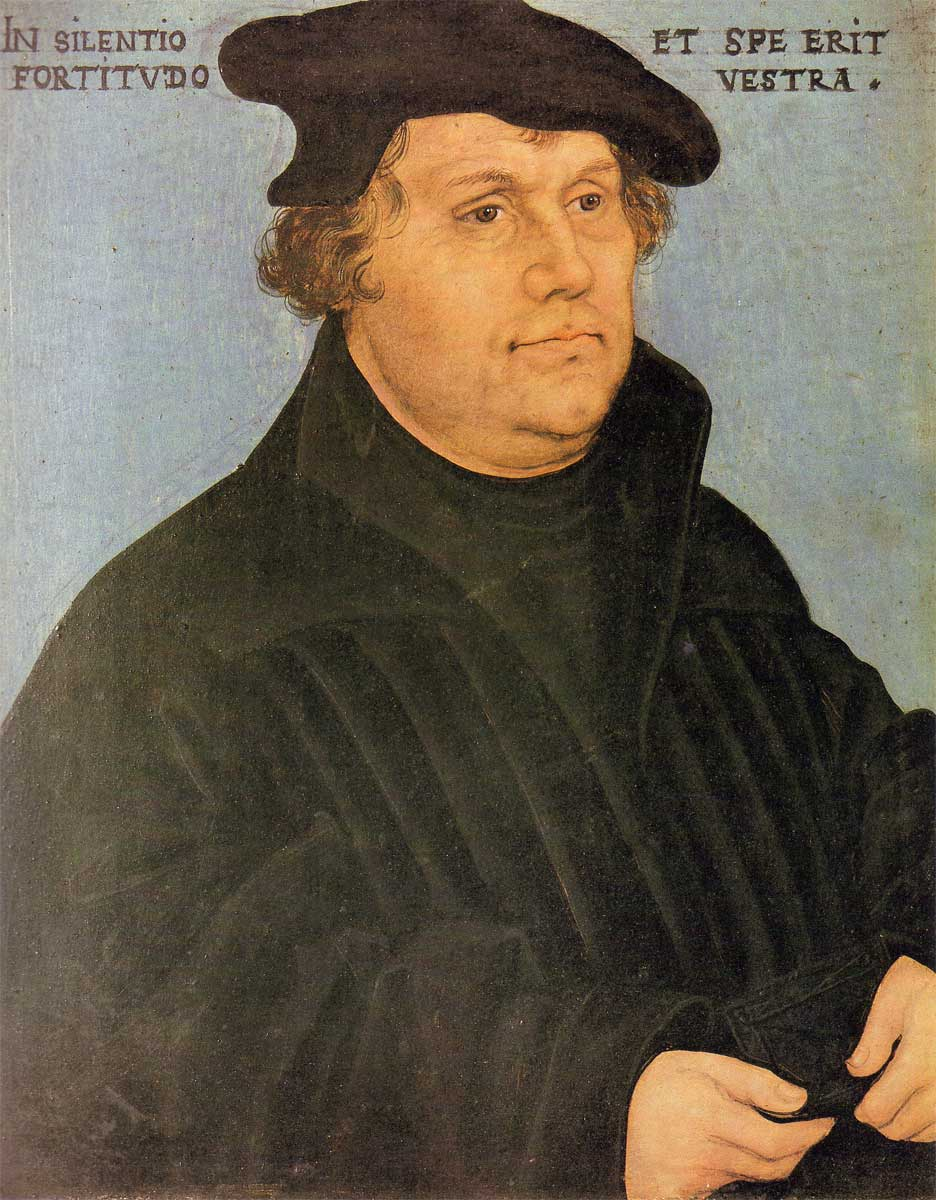
Martin Luther, 1532
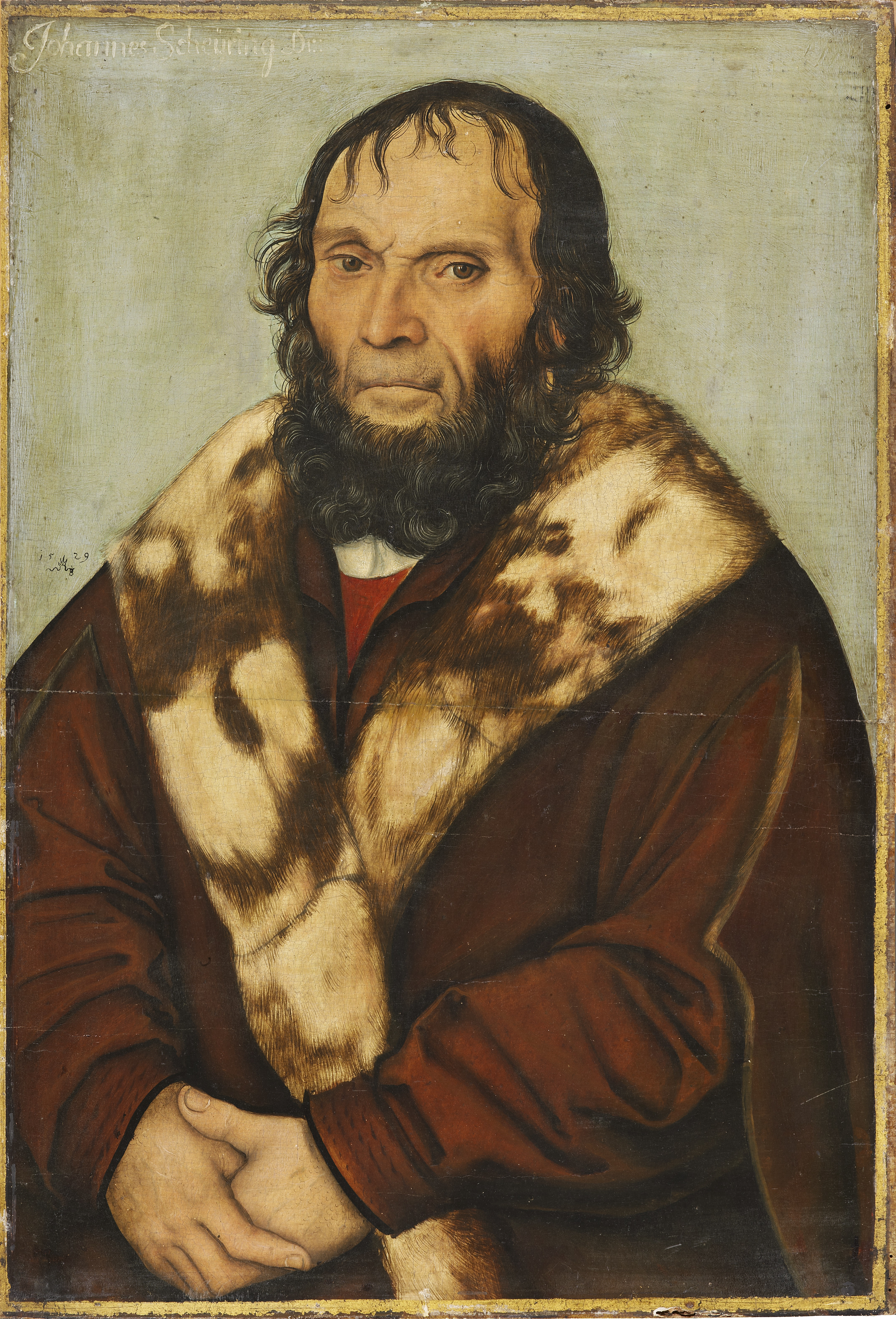
Portretul teologului Dr. Johannes Schöner, 1529
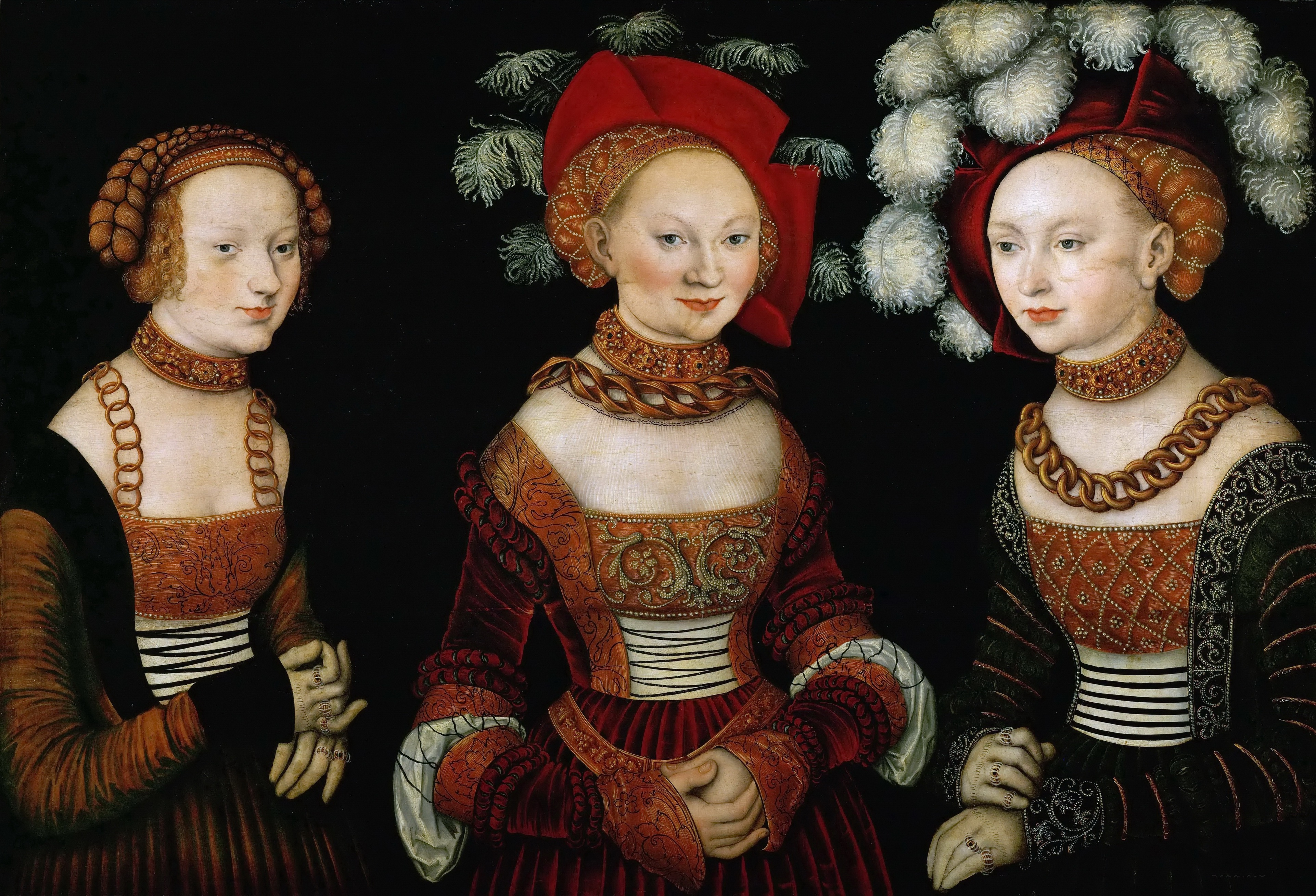
Trei tinere femei, 1535
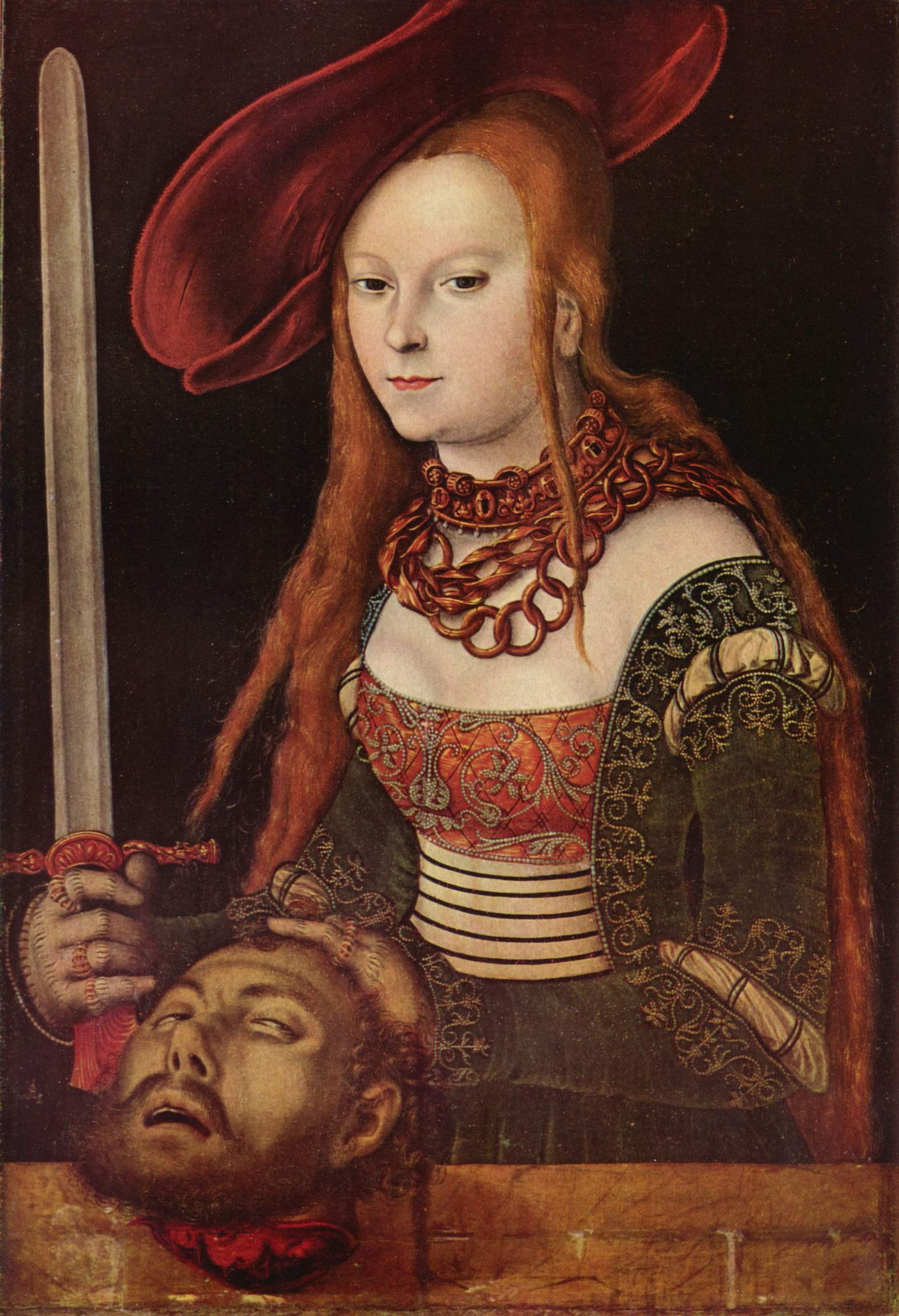
Iudita, 1530

Portretele lui Cranach măsoară în general 50 cm în înălțime, fapt care permite redarea chipului în mărime naturală. Tabloul Iudita, pe temă biblică, pictat totuși după regulile portretistice, redă probabil figura uneia dintre doamnele de la curtea princiară, fiind foarte asemănător cu tabloul Portret de tânără doamnă (1526), aflat în muzeul "Ermitage" din Sankt Petersburg.
Strămoșii biblici reprezintă un motiv la care Cranach revine foarte des în creația sa. Cel mai adesea prezintă episodul în care Eva îi întinde lui Adam fructul oprit. Cranach schimbă totuși în fiecare versiune reprezentarea celor doi protagoniști, cât și mediul înconjurător. În tabloul reprodus aici ne surprinde, de pildă, prezența diverselor animale. Frapantă este reprezentarea Evei, care amintește alte tablouri ale lui Cranach, care prezintă frumusețea seducătoare și provocatoare a femeilor. În pictura lui Cranach adeseori există un singur pas de la Eva la Venus.

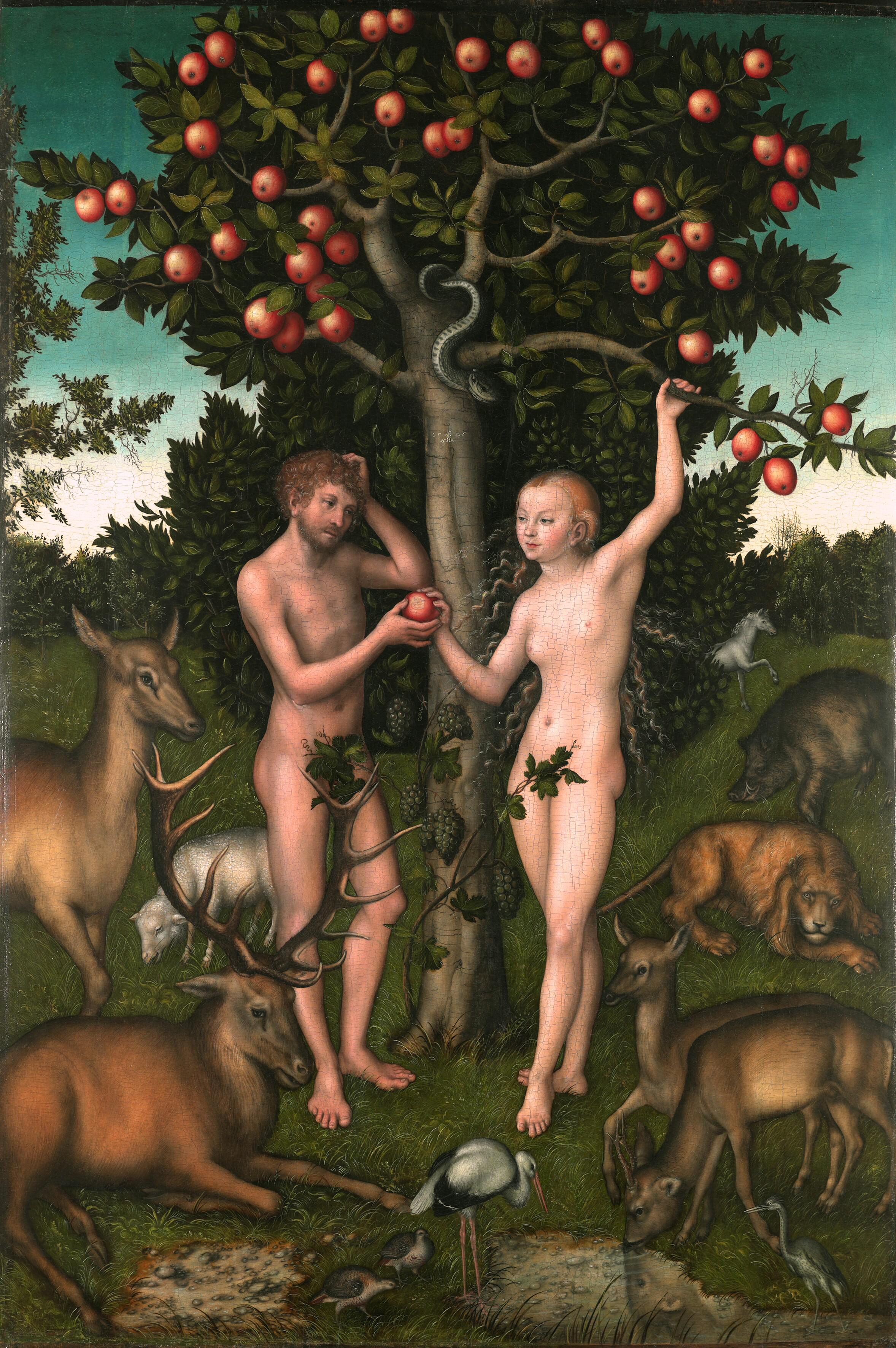
Adam şi Eva, 1526
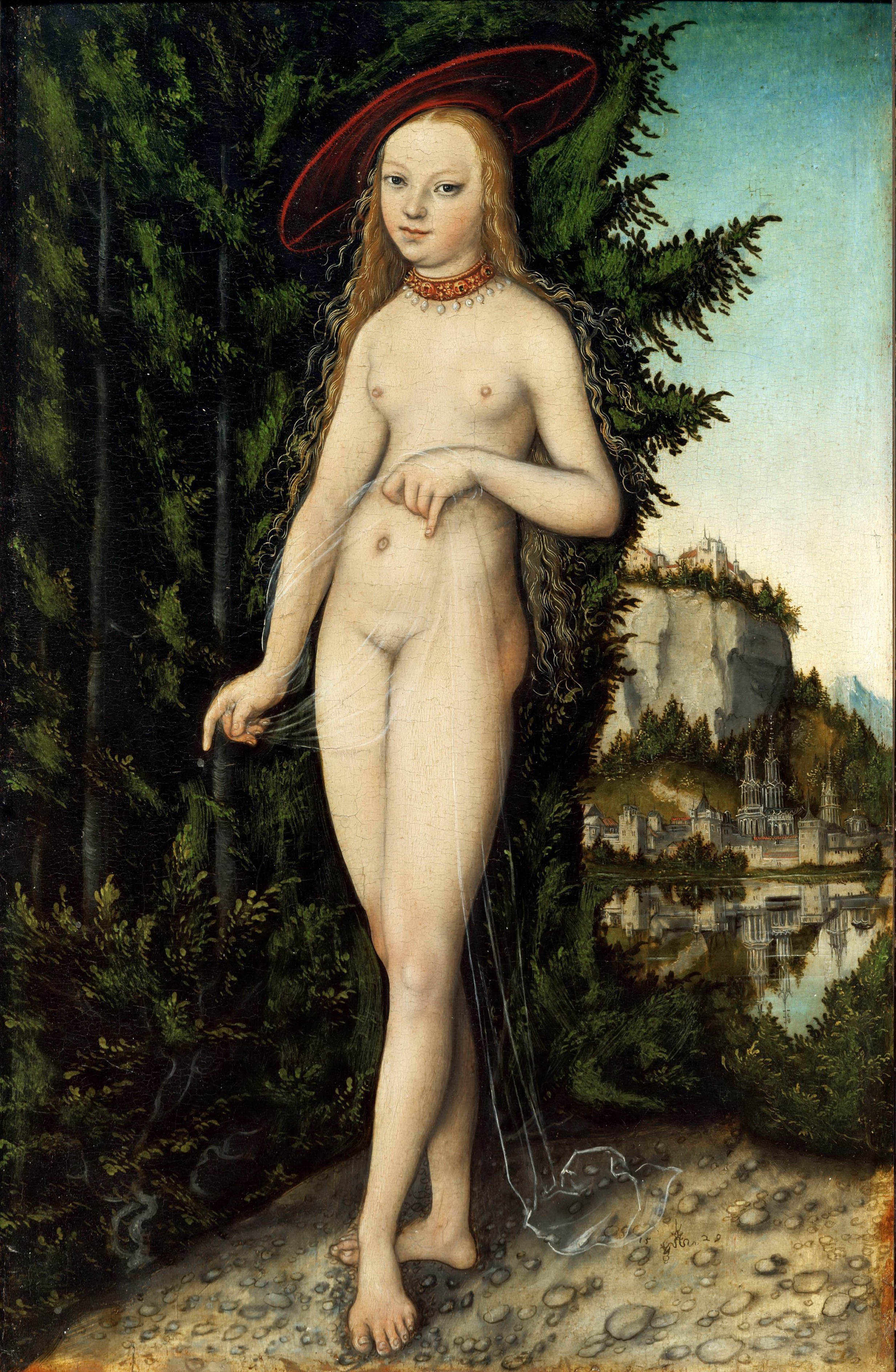
Venus în peisaj, 1529
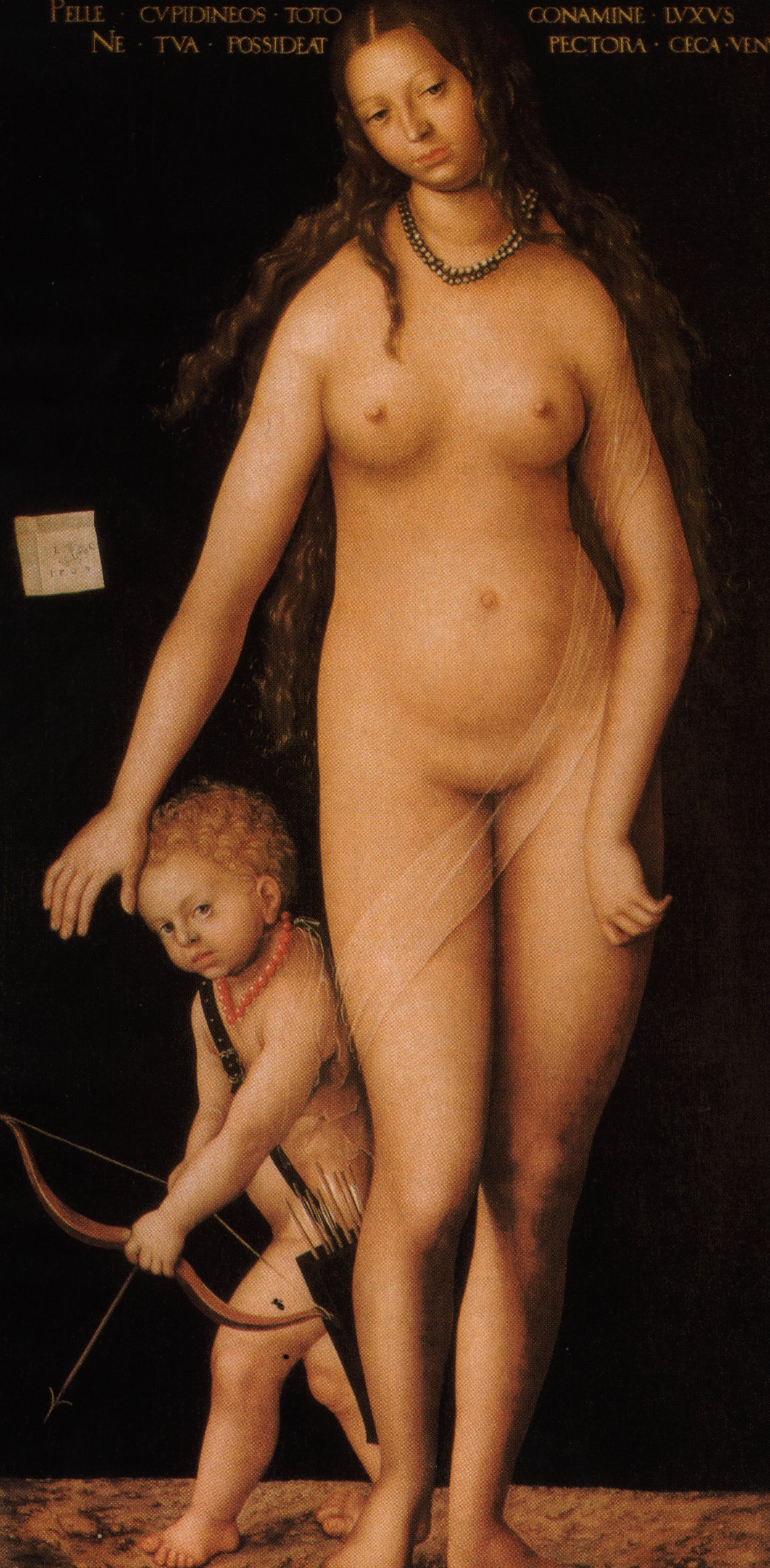
Venus şi Cupidon, 1531
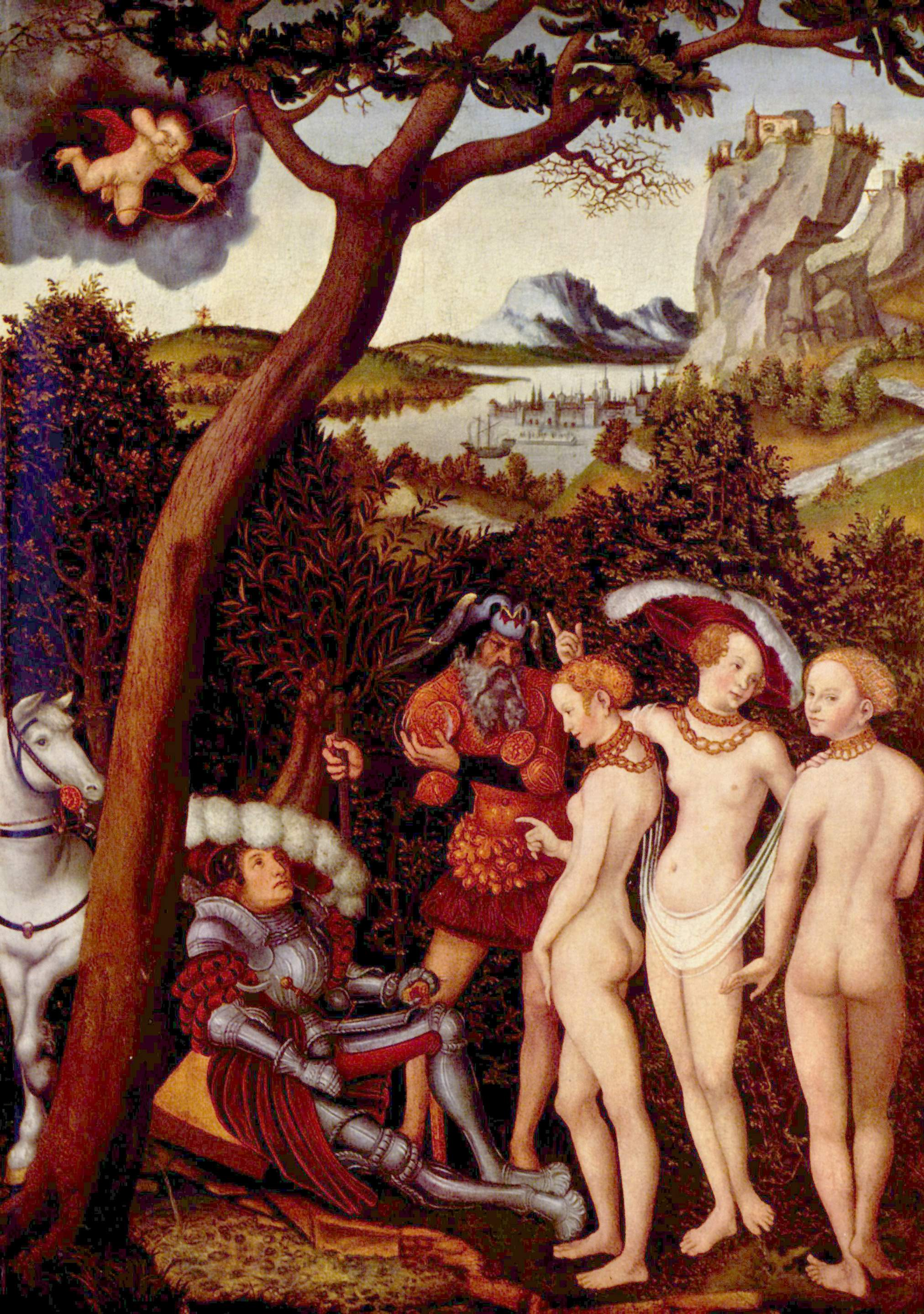
Judecata lui Paris, 1528

Pictorul pare că se amuză cu redarea cât ma fără ocolișuri a caracterului erotic al personajelor înfățișate, nu se mulțumește numai cu interpretările senzoriale ale temelor mitologice (Venus, Lucreția, cele trei zeițe în tabloul Judecata lui Paris), ci apelează și la teme biblice (Eva, Judita, Dalila). În reprezentarea nudului feminin, Cranach se raportează de obicei la o anumită viziune asupra trupului femeii. De cele mai multe ori nudurile sunt în poziție verticală, fapt care îi permite prezentarea în întregime a portretelor sale de femei suple și svelte, întruchipând stereotipurile artei gotice. Cranach gătește modelele cu "rechizite" variate: pălării, voaluri diafane, coliere, panglici, mici accesorii care evidențiază și mai mult goliciunea. În același timp, nu este greu să observăm faptul că nudurile lui Cranach nu sunt chiar realiste. Ele nu corespund idealului de frumusețe renascentistă. Renunțând la normele artei antice grecești, nudurile lui sunt caracterizate de unduiri insistent desenate, îmbinând realismul cu fantezia.

### Ultimii ani
În anul 1550 principii protestanți care luptă împotriva împăratului Carol al V-lea vor fi înfrânți în bătălia de la Mühlberg, principele-elector saxon, Johann Friedrich este silit să plece în exil, la Augsburg și apoi la Innsbruck. Lucas Cranach îl însoțește. Din această perioadă datează Autoportretul, realizat la vârsta de aproape optzeci de ani, din care rezultă hotărîrea și forța de creație, rămase neclintite. Revenit în 1552 la reședința din Weimar, pictorul moare un an mai târziu, la 16 octombrie 1553.

## Influența asupra urmașilor
Încă în viață fiind, Cranach este foarte admirat de ceilalți artiști germani. După moarte această admirație este resimțită de un număr crescând de artiști, reprezentând orientări din cele mai variate. Dragostea artistului pentru peisaj îl face precursorul maeștrilor "școlii de pe Dunăre", caracterizată de o sensibilitate cert romantică față de natură, mai ales în cazul lui Albrecht Altdorfer. Hans Holbein cel Tânăr va lua drept model portretele lui Cranach, iar culorile calde din perioada vieneză vor fi o sursă de inspirație pentru Hans Grien și - în secolul XX - pentru Ernst Ludwig Kirchner. Nudurile feminine ale lui Cranach îi vor impresiona pe Paul Gauguin și Amedeo Modigliani.